# Dissotis princeps
Dissotis princeps là một loài thực vật có hoa trong họ Mua. Loài này được (Kunth) Triana mô tả khoa học đầu tiên năm 1871.

## Hình ảnh

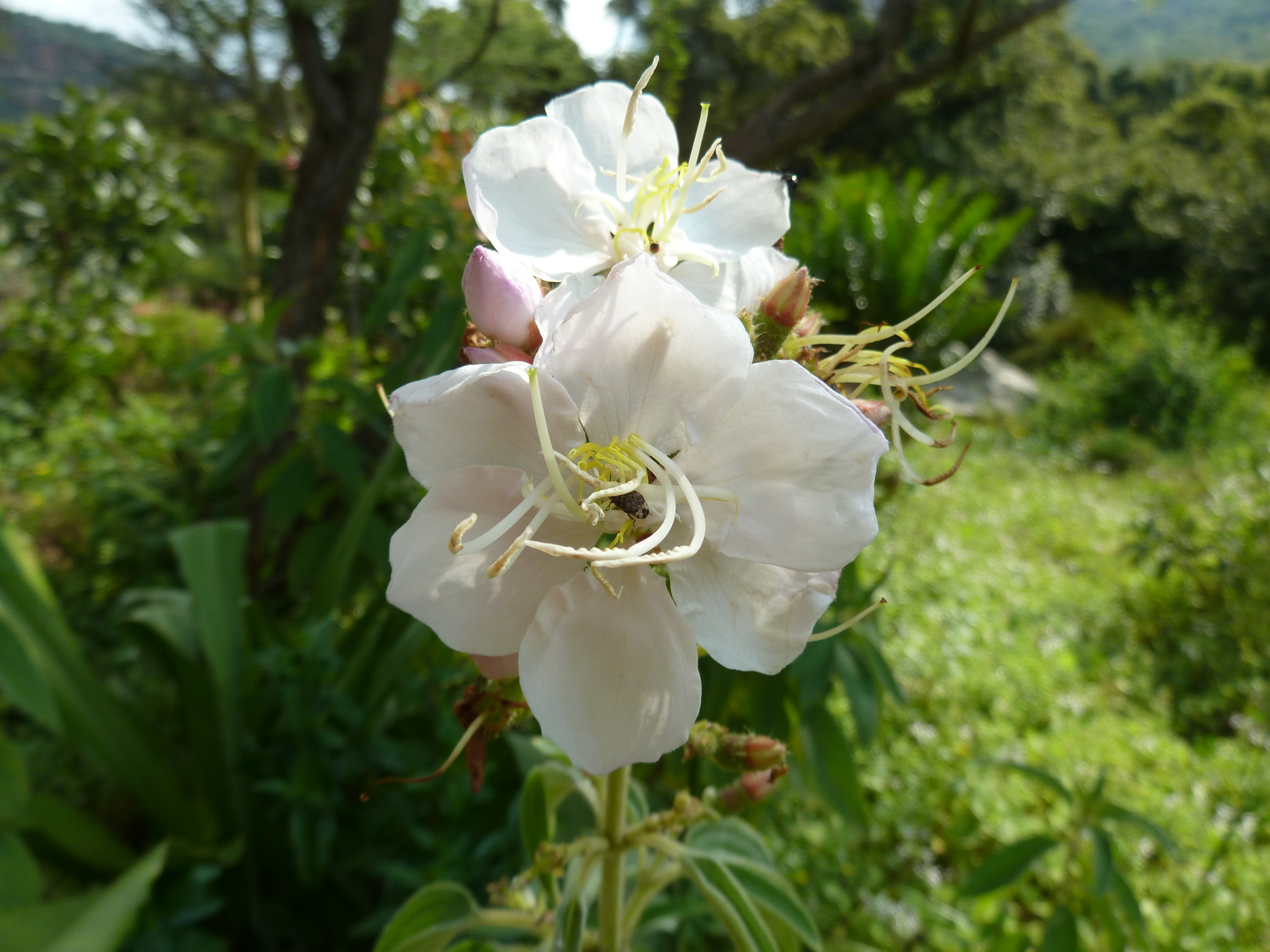
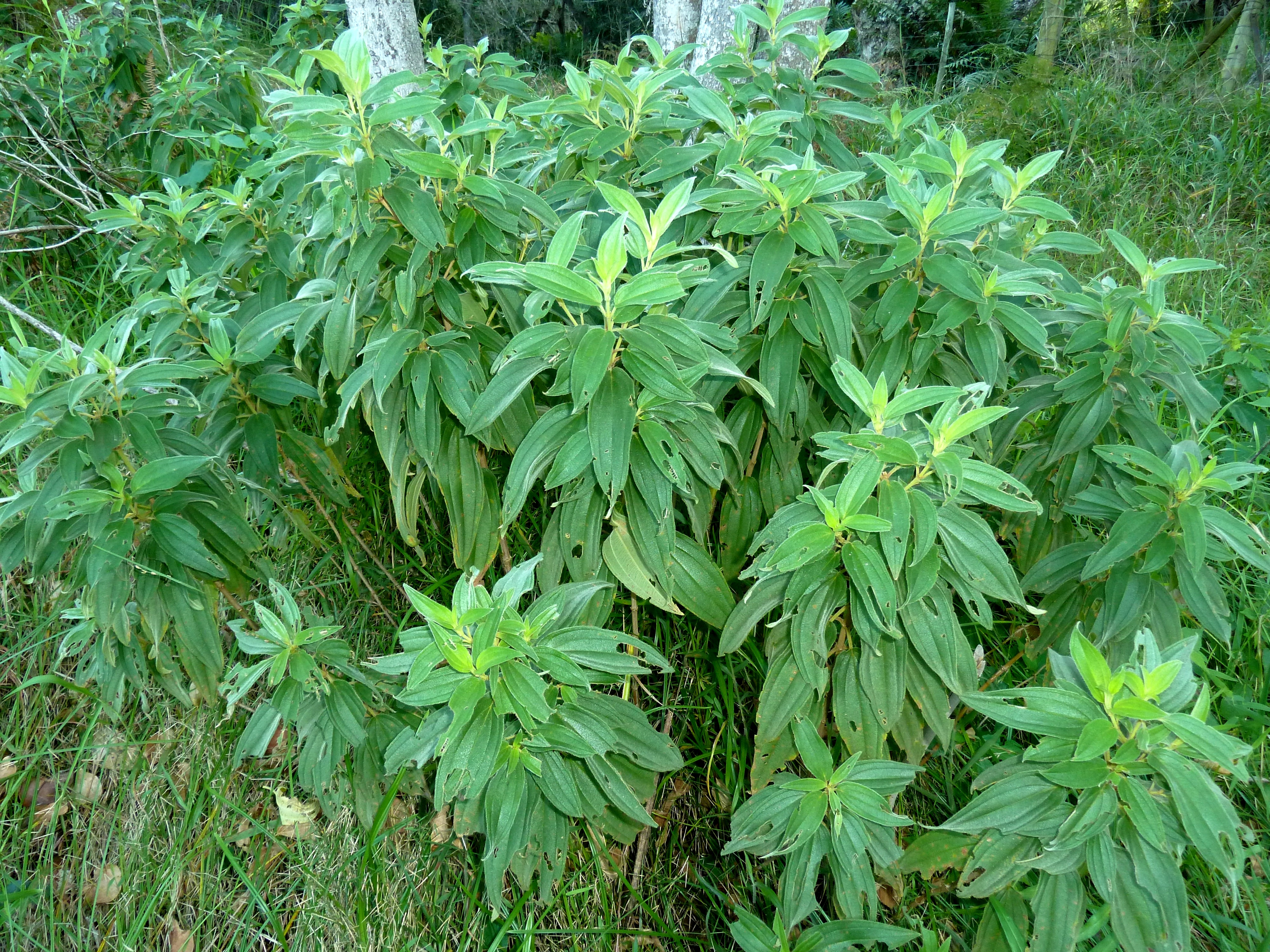